# کیدز تیوی (کانال تلویزیونی)
کیدز تیوی (به انگلیسی: Kidz TV) یک کانال تلویزیونی مخصوص انیمیشن و انیمه برای کودکان و نوجوانان در ترکیه می‌باشد که برای اولین بار در تاریخ ۳ فوریه ۲۰۱۲ پخش خود را شروع کرد. این کانال از ساعت یازده شب تا دوازده و نیم مشغول به پخش انیمه‌های ژاپنی می‌شود.